# Ruth Blaue
Ruth Blaue, geborene Heine (* 2. April 1914 in Breslau; † 27. Dezember 1972 in Lübeck), war eine deutsche Mörderin. Der von ihr gemeinschaftlich mit ihrem Geliebten begangene Mord an ihrem Ehemann gehört zu den bekanntesten Kriminalfällen der Nachkriegszeit in Schleswig-Holstein.

## Leben
Ruth Blaue war das älteste von drei Kindern. Ihr Vater Karl Heine stammte aus einer Fleischfabrikantenfamilie aus Halberstadt und betätigte sich als selbstständiger Wurst- und Fleischwarenvertreter. Im Sommer 1914 zog Ruth mit ihren Eltern zu den Verwandten nach Halberstadt, wo sie die Volksschule und das Lyzeum besuchte. Im Jahr 1929 absolvierte sie die Mittlere Reife an der Mittelschule in Hamburg-Lokstedt, wohin die Familie 1925 wegen Karls beruflicher Tätigkeit gezogen war. Im Anschluss besuchte sie eine Hauswirtschaftsschule und von April bis September 1930 eine Handelsschule.
Nach einer Anstellung bei der Klinik Friedrichsberg, bei der sie ab Ende 1930 einfache Labortätigkeiten und Schreibarbeiten erledigte, begann sie am Universitätsklinikum Hamburg-Eppendorf eine Ausbildung als Laborantin. Im Jahr 1933 wurde ihr fristlos gekündigt, weil sie mehrere Briefe ihres Vorgesetzten unterschlagen hatte. Am 23. August 1933 heiratete sie den Assistenzarzt Wolfgang Trautmann, den sie bei der Arbeit kennengelernt hatte. Trautmann ließ die Ehe am 29. November 1933 für nichtig erklären, nachdem er erfahren hatte, dass Ruth eine Urkundenfälschung begangen hatte. Ein psychiatrischer Gutachter kam zu dem Schluss, dass sie zum Tatzeitpunkt wegen einer „periodisch auftretenden Gemütskrankheit“ unzurechnungsfähig gewesen sei. Statt sich einem Strafverfahren stellen zu müssen, wurde Ruth psychotherapeutisch behandelt. Trotz der Annullierung der Ehe pflegte sie weiterhin sexuellen Kontakt zu Trautmann; im Dezember 1933 erlitt sie eine Fehlgeburt. Um Trautmann finanziell zu unterstützen, beging sie weiterhin Straftaten und prostituierte sich. Ab März 1935 arbeitete sie als Kontoristin und fingierte dabei zahlreiche Aufträge, um Provisionszuschüsse zu erlangen. Im Oktober desselben Jahres verurteilte sie das Schöffengericht Hamburg zu neun Monaten Gefängnis wegen Betruges, schwerer Urkundenfälschung und Unterschlagung. Nach ihrer Haftentlassung zog sie in eine kleine Wohnung, die ihre Eltern für sie organisiert hatten, und arbeitete ab Frühjahr 1936 als Stenotypistin und Kontoristin in einem Maklerbüro.

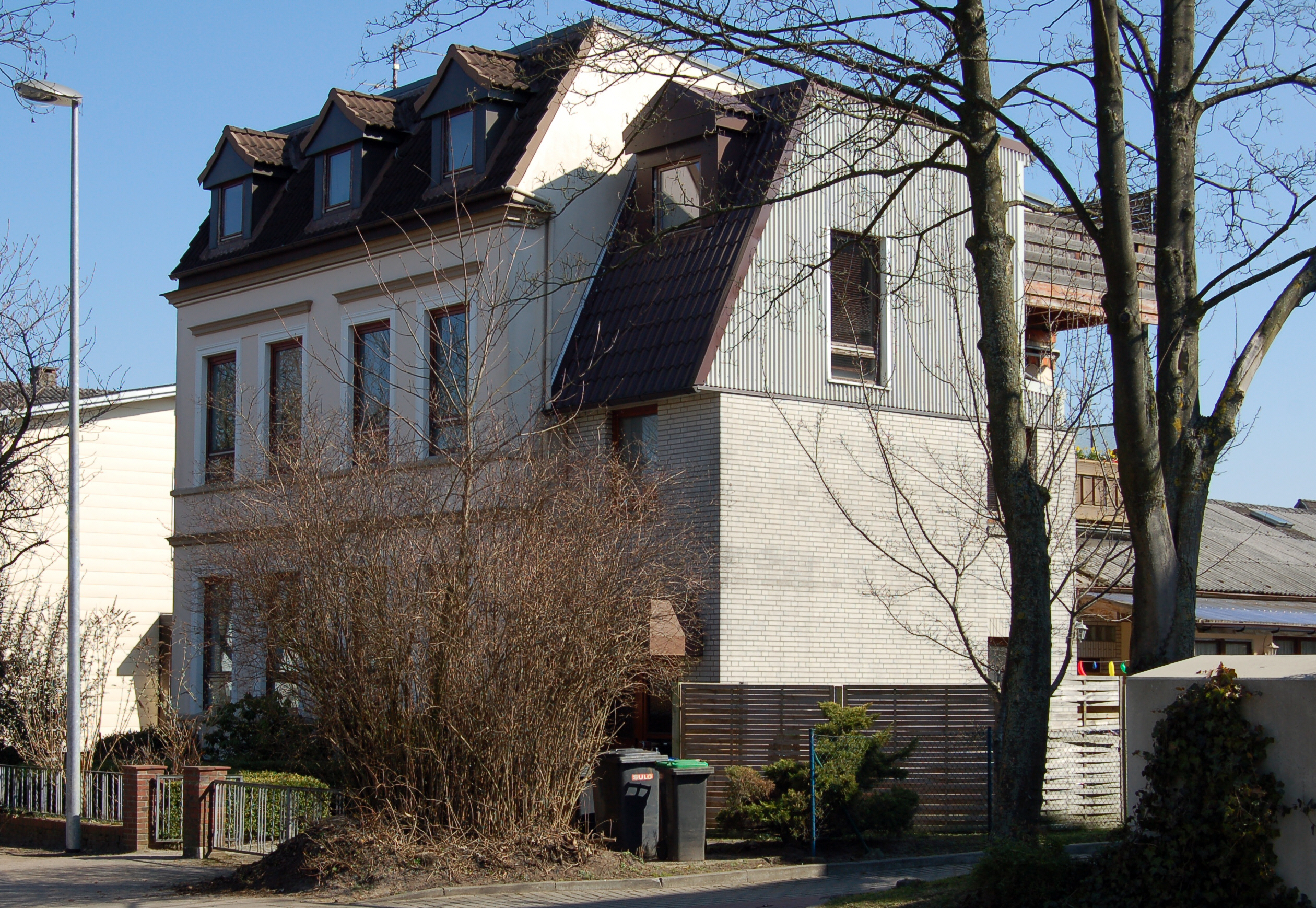
Ruth Blaues Elmshorner Dachgeschosswohnung, in der sich der Mord ereignete

Im selben Jahr lernte sie den am 17. April 1913 geborenen angehenden Handelsschifffahrtsoffizier John Blaue – das spätere Opfer – kennen. Zeitgenossen beschrieben ihn unter anderem als offenen, ehrlichen, ruhigen, lebensfrohen, optimistischen sowie unkomplizierten Mann. Ruth unterstützte ihn beim Aufbau eines kleinen Fuhrunternehmens in Hamburg, und im Mai 1940 heirateten sie. Bald darauf wurde John Blaue zur Marine eingezogen. Während seiner Stationierung in Gotenhafen lebte das Paar in Danzig. Bis 1942 arbeitete sie dort in der Bibliothek der Deutschen Werke, während ihr Mann nach Norwegen versetzt wurde. Aus einer Affäre, die John Blaue dort mit einer Marinehelferin hatte, ging eine Tochter hervor, die jedoch bereits im Alter von drei Monaten an Diphtherie starb. Im Jahre 1943 wurde Ruth Blaue ebenfalls zum Wehrdienst eingezogen. Sie absolvierte ihre Ausbildung in Hagenow und wurde bis Ende 1944 als Scheinwerferführerin bei Bremen eingesetzt.

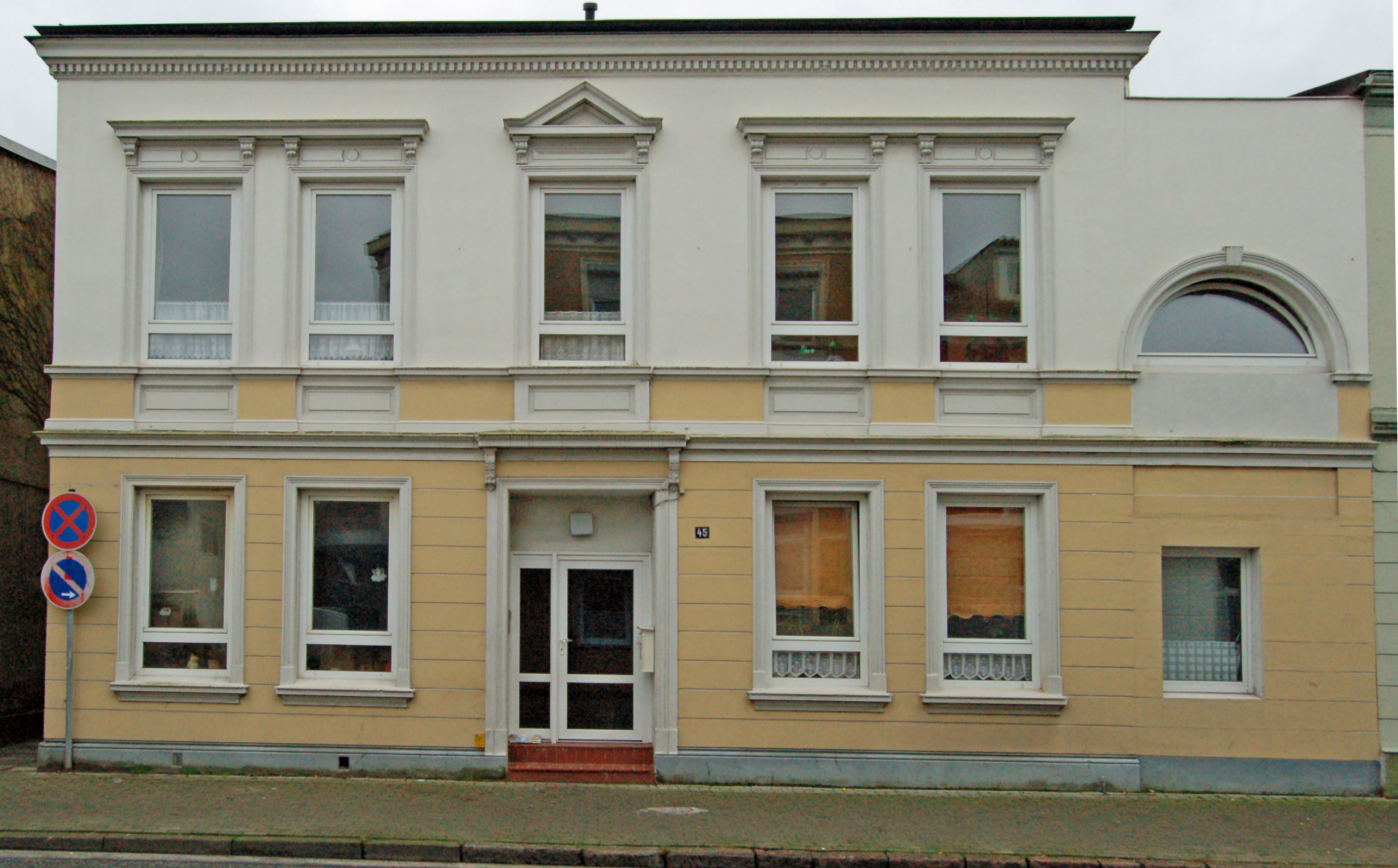
Das Haus, in dem sich die „Blaue Stube“ befand

Nachdem sie wegen mehrerer Nervenzusammenbrüche aus dem Wehrdienst entlassen worden war, zog Ruth Blaue in eine Dachgeschosswohnung in Elmshorn und gründete dort im Sommer 1945 die Leihbücherei und Kunstgewerbehandlung „Blaue Stube“. Während John Blaue nach Kriegsende für die britische Besatzungsmacht in Kiel tätig war, nahm Ruth Blaue den damals 21-jährigen Holzbildhauer und ehemaligen Luftwaffenpiloten Horst Buchholz als Untermieter in ihre Wohnung auf und begann bald darauf eine intime Beziehung mit ihm. Als John Blaue nach dem Ende seiner Dienstzeit im April 1946 nach Elmshorn heimkehrte und von dem außerehelichen Verhältnis seiner Frau erfuhr, zeigte er sich tolerant und ließ Buchholz weiterhin bei ihnen wohnen. Rückblickend äußerte Ruth Blaue über diese Zeit: „Man muss noch verstehen, dass mein Mann mich als sein selbstverständliches Eigentum ansah […] in der Hauptsache war ich für meinen Mann fürs Bett, Hausfrau, Ehefrau, das hieß für meinen Mann, einzig für ihn sorgen und dauernd zur Verfügung stehen. […] Ich hatte doch wirklich nicht die ganze Zeit zu Hause gesessen und gestrickt. Lieber Gott, mein Leben [war doch inzwischen] weitergegangen. Das musste er doch einsehen. […] Ich war verzweifelt, ich wurde unglücklich, zerrissen. […] Horst Buchholz war da meine Rettung. Wenn er nicht gewesen wäre, ich glaube, ich wäre fortgelaufen.“ Es kam immer öfter zu häuslichen Spannungen, bis John Blaue im November 1946 spurlos verschwand.

## Mordfall
Im Juni 1947 wurde im Wasser einer Kiesgrube bei Elmshorn eine Männerleiche mit eingeschlagenem Schädel gefunden. Der unbekleidete Leichnam war in eine Wolldecke sowie ein weißes Leinentuch gehüllt, mit Draht und einem Strick verschnürt und steckte in einem Seesack, der mit Mauersteinen beschwert war. Aufgrund des starken Verwesungszustandes konnte der Tote trotz eines auffälligen Goldzahns und einer Blinddarmoperationsnarbe damals nicht identifiziert werden. Am 10. März 1948 meldete Ruth Blaue ihren Ehemann bei der Kriminalpolizei von Elmshorn als vermisst. Noch im selben Jahr verkaufte sie die „Blaue Stube“ und zog mit Horst Buchholz zunächst nach Buchholz in den Landkreis Dithmarschen und später nach Gremmelsbach im Schwarzwald. Beide machten keinen Hehl mehr aus ihrer Beziehung, und Buchholz schnitzte häufig Madonnen, deren Gesichter Ruth Blaue ähnelten.
Da die Polizei in der Nachkriegszeit viele Vermisstenfälle abzuarbeiten hatte, wurde Ruth Blaue erst am 15. Juni 1949 zum Verschwinden ihres Mannes befragt. Sie sagte aus, dass er vorgehabt habe, sich in der russischen Besatzungszone einen Lastwagen zu besorgen, und sie seit dem 16. November 1946 nichts mehr von ihm gehört habe. Ihr sei nicht bekannt, ob er einen Goldzahn gehabt habe. Im November 1953 nahm sich der Kriminaloberkommissar Otto Paukstadt aus Itzehoe die Akte zu der unbekannten Leiche aus der Kiesgrube erneut vor und glich die Merkmale des Toten mit den Personenbeschreibungen noch ungeklärter Vermisstenfälle ab: John Blaue war der einzige Vermisste mit einer Blinddarmnarbe. Paukstadt richtete seine Ermittlungen fortan auf Ruth Blaue sowie ihr Umfeld und stellte dabei fest, dass der Draht, mit dem die unbekannte Leiche aus der Kiesgrube verschnürt war, der gleiche Draht war, den Horst Buchholz für seine Werke nutzte. Auch die übrigen Gegenstände, die bei der Leiche gefunden worden waren, konnten bis zu Ruth Blaue zurückverfolgt werden, und es fanden sich Zeugen, die bestätigten, dass John Blaue einen Goldzahn gehabt hatte. Ruth Blaue und Horst Buchholz wurden daraufhin im August 1954 wegen Mordverdachts festgenommen.
Laut Haftbefehl wurden sie beschuldigt, „in Elmshorn im November 1946 gemeinschaftlich aus niederen Beweggründen einen Menschen getötet zu haben, indem sie dem Ehemann der Beschuldigten, …, mit einem scharfkantigen Werkzeug eine Reihe schwerer Schädelhiebe beibrachten, ihm auf diese Weise schwere Schädelzertrümmerungen zufügten und so seinen Tod verursachten, um ihn als Hindernis ihrer ehewidrigen Beziehung aus dem Wege zu räumen – Verbrechen nach §§ 47, 211 StGB“. Bei ihren Vernehmungen, die getrennt erfolgten, verstrickten sich Ruth Blaue und Horst Buchholz immer mehr in Widersprüche und änderten insgesamt über ein Dutzend Mal ihre Tatversionen. Mal gestanden sie, die Tat alleine begangen zu haben, mal bezichtigten sie den jeweils anderen der alleinigen Täterschaft.
Am 9. November 1955, kurz vor Prozessbeginn, nahm Horst Buchholz sich im Alter von 31 Jahren in seiner Gefängniszelle das Leben. Nach seinem Tod blieb Ruth Blaue bei der Tatversion, dass John Blaue mit Schlaftabletten Suizid begangen habe und Buchholz auf ihren bereits toten Ehemann eingeschlagen habe. Sie selbst trage nur „schwere moralische Schuld“. Ab dem 14. November 1955 stand sie vor dem Schwurgericht in Itzehoe. Das Gericht glaubte ihre Version der Geschehnisse nicht. Vielmehr gingen die Richter davon aus, dass Ruth Blaue und Horst Buchholz den Mord gemeinsam geplant hatten. Blaue habe ihrem Ehemann beim Abendessen Schlaftabletten verabreicht, und in der Nacht sei er entweder von ihr oder Buchholz mit einem Beil erschlagen worden. Ruth Blaue wurde wegen Mordes zu lebenslangem Zuchthaus verurteilt, und ihre bürgerlichen Ehrenrechte wurden ihr aberkannt. Im Jahr 1968 erkrankte sie unheilbar an Brustkrebs, woraufhin sie per Erlass des schleswig-holsteinischen Ministerpräsidenten vom 31. Januar 1969 aus dem Zuchthaus Lauerhof entlassen wurde. Bis zu ihrem Tod lebte sie zurückgezogen in Lübeck, wo sie am 27. Dezember 1972 starb.

## Rezeption
Ruth Blaue galt als charismatische und attraktive Frau. Dass sie ihren Ehemann auf so brutale Weise ermordet haben sollte, sorgte im Nachkriegsdeutschland für Aufruhr. Der Spiegel beschrieb die damalige Situation wie folgt: „So viel feminine List und Kaltblütigkeit schockierte die prüde Öffentlichkeit der Fünfziger. Die Boulevardpresse rotierte – und das Schöffengericht, ausschließlich mit Männern besetzt, schien mit den seelischen Abgründen der selbstbewussten Femme fatale und ihren widersprüchlichen Aussagen überfordert. Immer mehr pikante Details kamen ans Licht: Ihre Vergangenheit als Prostituierte, dazu eine frühere Verurteilung wegen Betrugs, Urkundenfälschung und Unterschlagung.“
Laut Klaus Alberts porträtierte die Journalistin Gerda Harnack, die mehrere Gespräche mit der überführten Mörderin geführt hatte, Ruth Blaue in dem Buch Madonna oder Mörderin? als „Opfer einer Männerjustiz und der Sensationslust von Presse und einer Öffentlichkeit, die es nicht ertragen hätte, diese eigenartige, abgründige, auch Furcht einflößende Frau freigesprochen zu sehen“.
In ihrer Gefängnisakte hieß es über Ruth Blaue: „[Sie] versteht es, sich geschickt auf ihren jeweiligen Gesprächspartner einzustellen, ohne jemals einen Einblick in ihr Innenleben zu gewähren. Sie ist sehr zielstrebig im Verfolg persönlicher Belange […] Die phantasiebegabte, überdurchschnittlich intelligente und dabei sehr geltungsbedürftige Frau ist es gewohnt, im Mittelpunkt des Interesses zu stehen. Aufgrund ihrer geistigen Überlegenheit nimmt sie auch im Kreis ihrer Mitgefangenen, von denen sie sich im übrigen bewusst distanziert, eine Sonderstellung ein. Durch ihr gutes Allgemeinverhalten übt sie einen positiven Einfluss auf die Gemeinschaft aus. Bei allem äußeren Wohlverhalten lässt die Einsitzende jedoch tiefere Einsicht in das Strafbare ihres Verhaltens noch vermissen.“

## Verfilmungen
- 1963: Stahlnetz: Das Haus an der Stör
- 2009: Wenn Frauen morden – Madonna oder Mörderin. Ein Film von Ute Bönnen und Gerald Endres.